# Ralph Millard
David Ralph Millard Jr. (ur. 4 czerwca 1919, zm. 19 czerwca 2011 w Miami) – chirurg plastyczny, który rozwinął kilka technik wykorzystywanych w operacjach korekcji rozszczepu wargi i podniebienia.
W roku 2000 został nominowany przez członków Amerykańskiego Towarzystwa Chirurgów Plastycznych jako jeden z dziesięciu „Chirurgów plastycznych Tysiąclecia”. W kwietniu 2000 roku opisano go w Plastic Surgery News jako „najbardziej błyskotliwego i kreatywnego chirurga plastycznego jakiego kiedykolwiek mieliśmy. Jego praca i publikacje mówią same za siebie.”

## Życie prywatne
Millard urodził się w szpitalu Barnes-Jewish Hospital w St. Louis (Missouri). W 1944 roku ukończył medycynę w Harvard Medical School, następnie specjalizował się w chirurgii dziecięcej w Boston Children's Hospital.

## Procedura korekcji Millarda
Procedura obrotu z przesunięciem w korekcji rozszczepu wargi i podniebienia, znana jako korekcja Millarda, przeznaczona jest do stworzenia delikatniejszej i bardziej naturalnie wyglądającej wargi.
Chirurg najpierw wykonuje przyciągnięcie obydwu stron rozszczepionej wargi do siebie tworząc sztywną, ale zamkniętą, wargę górną. Następnie obraca tkankę i tworzy bliznę na kształt litery „Z”. Kształt litery „Z” nadaje tkance większą elastyczność, w efekcie czego powstaje bardziej giętka i naturalna linia ust.

Niebieskie linie wyznaczają nacięcia.
Korekcja Millarda: Podłużny płat tkanki uzyskany przez nacięcie A przesuwany jest pomiędzy nacięcia B i C. Płat tkanki pomiędzy nacięciami B i C obracany jest lekko ku górze, podczas gdy płat uzyskany nacięciem C pociągany jest ku dołowi i zespalany z dolnym płatem uzyskanym nacięciem A.

## Publikacje
- Sir Harold Gillies, D. Ralph Millard Jr.: The Principles and Art of Plastic Surgery. Londyn: Butterworth & Co. (Publishers) Ltd., 1957. Brak numerów stron w książce
  - recenzje: Albert D. Davis. THE PRINCIPLES AND ART OF PLASTIC SURGERY. „Calif Med”. 87 (1), lipiec 1957.brak numeru strony; R. Guy Pulvertaft. THE PRINCIPLES AND ART OF PLASTIC SURGERY. „J Bone Joint Surg”. 39B (4), listopad 1957.brak numeru strony
- Millard DR, Pigott R, Zies P. Free skin grafting of full-thickness defects of abdominal wall. „Plast Reconstr Surg”. 43 (6), s. 569-82, czerwiec 1969. PMID: 4238971.
- Millard DR Jr. Total reconstructive rhinoplasty and a missing link. „Plast Reconstr Surg”. 37 (3), s. 167-83, marzec 1966.